# ジュディ・ダート
ジュディ・ダート（英: Judi-Dart）はアメリカ合衆国の観測ロケット。
1964年から1972年の間に617基が打ち上げられた。そのうち2基失敗している。
アメリカのNASAやMRN（Meteorological Rocket Network）のほか、インドのISROやパキスタンのSUPARCO（Space and Upper Atmosphere Research Commission）も使用していた。

## データ
- 全長: 2.70 m
- 直径: 0.0800 m
- 推力: 9.00 kN
- 高度: 65 km
- 初飛行: 1964-03-18
- 最終飛行: 1972-06-01
- 発射回数: 617